# Simira cordifolia
Simira cordifolia är en måreväxtart som först beskrevs av Joseph Dalton Hooker, och fick sitt nu gällande namn av Julian Alfred Steyermark. Simira cordifolia ingår i släktet Simira och familjen måreväxter. Inga underarter finns listade i Catalogue of Life.